# Westernschießen

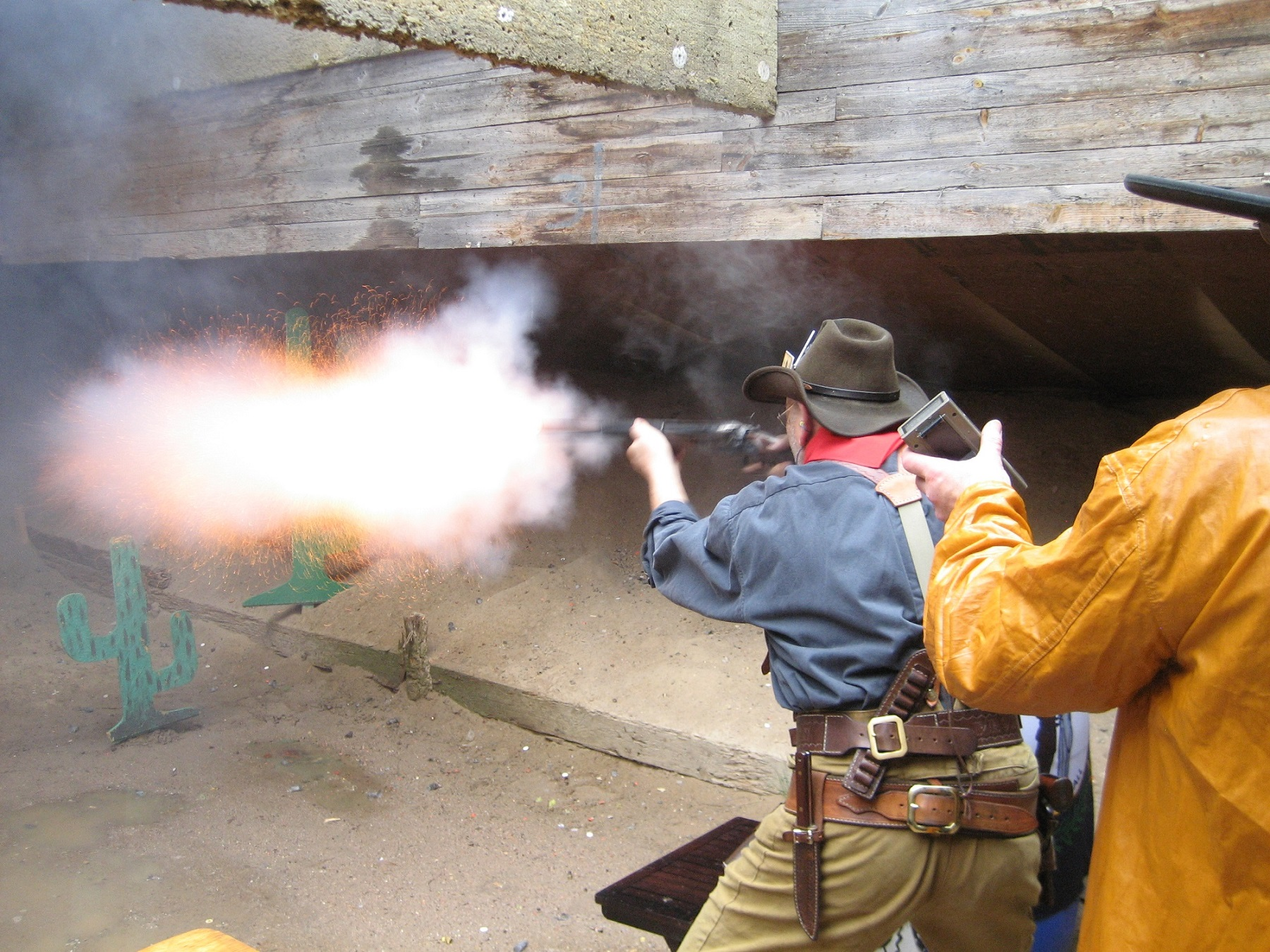
Ein Schwarzpulverschütze in Aktion, Timer-RO

Das Westernschießen ist eine dynamische Schießsportdisziplin, bei der mit historischen Waffen des Wilden Westens oder deren Nachbauten nach einem festgelegten Ablauf auf Stahlziele geschossen wird. Es gibt je nach Größe des Wettkampfes meist 4 bis 12 verschiedene Parcours, sogenannte „Stages“. Die dafür benötigte Zeit wird gemessen, und eventuelle Strafzeiten für Fehlschüsse oder Regelverstöße addiert. Die Teilnehmer müssen zum Thema passende Kleidung tragen.
International ist der Dachverband die „Single Action Shooting Society“ (SASS) mit mehr als 100.000 Mitgliedern, in Deutschland sind die Westernschützen im Bund Deutscher Sportschützen 1975 e. V. (BDS) und dessen Landesverbänden organisiert. Es finden jährlich eine deutsche Meisterschaft, eine Europa- und in den USA eine Weltmeisterschaft mit teilweise vielen hundert Teilnehmern statt sowie eine Vielzahl an Landesmeisterschaften und kleineren Wettkämpfen.
Zur Teilnahme an Wettkämpfen muss der Schütze einen Sicherheits- und Regeltest (SuRT) bestehen, ähnlich wie beim Schießen der International Practical Shooting Confederation.
Die jeweils aktuellen Regeln sind auf der Webseite des BDS veröffentlicht.

## Disziplinen

### Westernschießen (CAS)

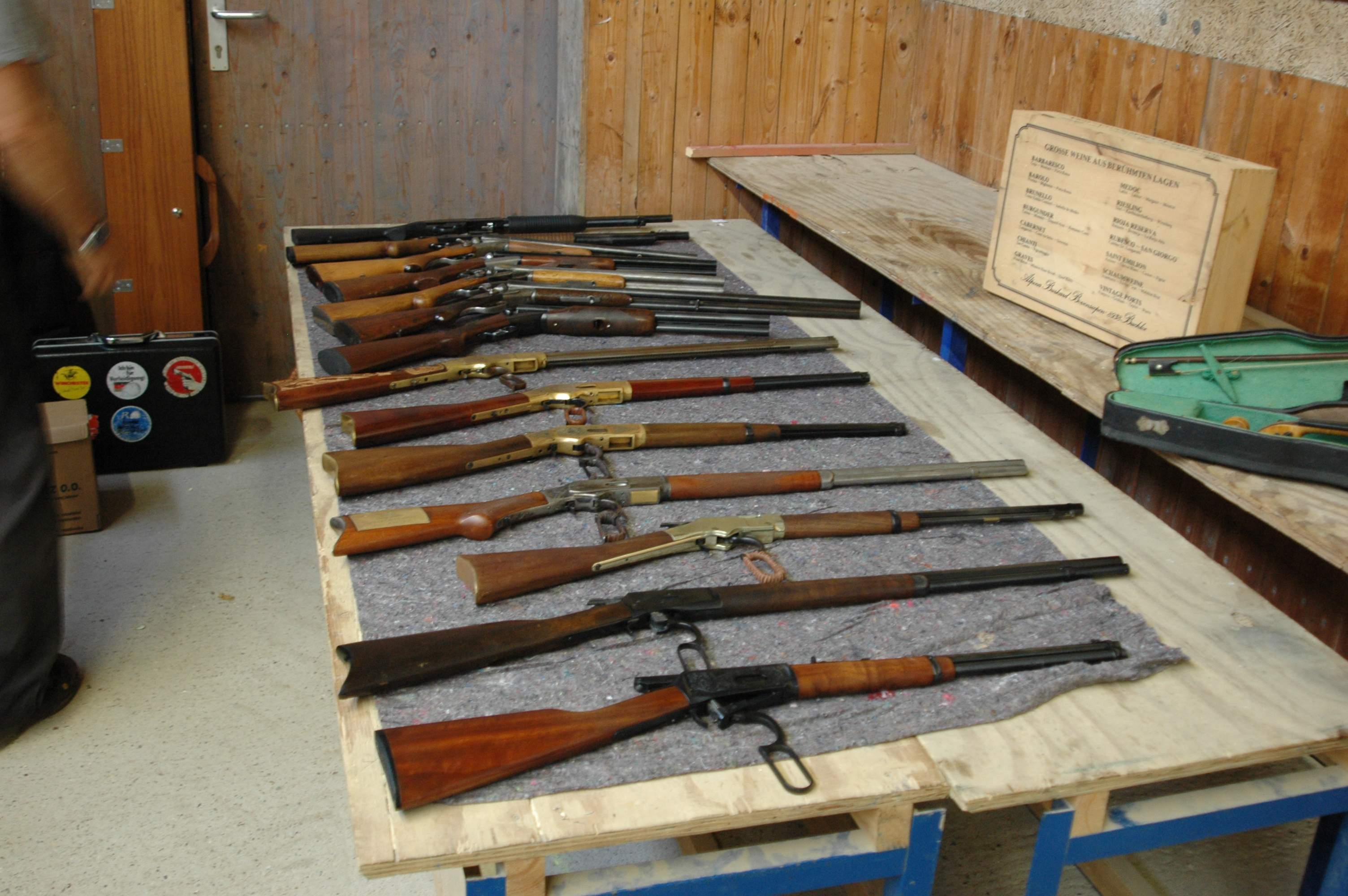
Auswahl an Langwaffen für das Westernschiessen

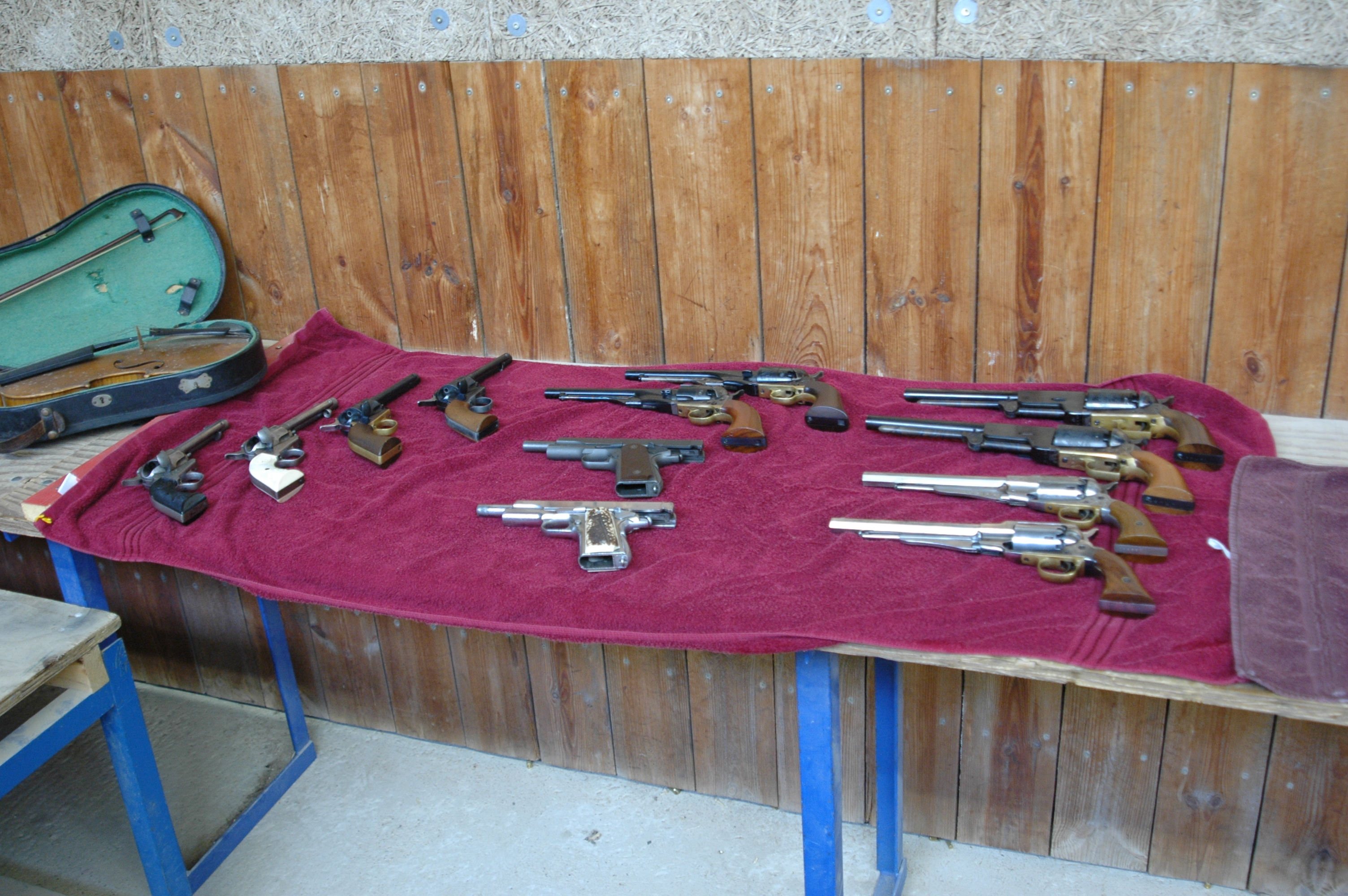
Auswahl an Kurzwaffen für das Westernschiessen

Dies ist die Haupt-Disziplin, namensgebend für das Regelwerk Westernschießen des BDS. International wird die Disziplin als „Cowboy Action Shooting“ (CAS) bezeichnet.
Geschossen wird mit insgesamt vier Waffen:
- zwei Revolver
- eine Repetierbüchse
- eine Schrotflinte

Der genaue Waffentyp ist abhängig von der Wertungskategorie, in welcher der Schütze startet. Diese bilden die in der damaligen Zeit schnell voranschreitende Entwicklung der Technologie von Handfeuerwaffen ab und trennen das Starterfeld entsprechend:

#### 1870
- Perkussionsrevolver mit Mindestkaliber .36.
- Vorderschaft- oder Unterhebelrepetierbüchse bis Modelljahr 1873, für die Munition ist ein Mindestkaliber .40 vorgeschrieben, und die Patrone muss einer vor dem Jahr 1880 eingeführten Kurzwaffenpatrone entsprechen.
- Querflinte mit Doppelabzug und (echten) Hähnen, Mindestkaliber 16 gauge (16,84 mm).

Alle Waffen dürfen nur mit Schwarzpulver geladen werden.
Die restliche Ausrüstung des Schützen muss halbwegs historisch korrekt sein. So sind nur hoch getragene Holster erlaubt, wie sie auch in der Wild-West-Ära verwendet wurden. Die Schlaufen des Schrotgurtes dürfen nur jeweils eine Patrone halten. Für die Kleidung gibt es strenge Vorschriften. Moderne Accessoires wie Armbanduhren, Handys oder Jeans sind nicht zugelassen.

#### 1880
- Single-Action Revolver bis Modelljahr 1890, für die Munition ist als Mindestkaliber .40 vorgeschrieben, und die Patrone muss eine vor dem Jahr 1890 eingeführte Kurzwaffenpatrone sein. Technisch veränderte moderne Nachbauten sind nicht zugelassen.
- Vorderschaft- oder Unterhebelrepetierbüchse bis Modelljahr 1884, für die Munition gelten die gleichen Regeln wie bei den Revolvern.
- Querflinte mit Doppelabzug und Hähnen, oder Repetierflinte bis Modelljahr 1887, Mindestkaliber 16 gauge.

Die Klasse 1880 wird meist in zwei Unterklassen eingeteilt, so dass mit Schwarzpulver und mit modernem Nitropulver schießende Schützen getrennt gewertet werden.
Die Bekleidungsregeln sind ähnlich der Klasse 1870.

#### 1890
Diese Wertungsklasse gibt dem Schützen die größten Freiheiten sowohl bei der Wahl der Waffen und deren Technik als auch bei der Ausrüstung. Deshalb finden sich in dieser Klasse sowohl die meisten Anfänger als auch die schnellsten Schützen.
- Single-Action-Revolver mit werksmäßig starrer Visierung. Mindestkaliber .38, nur Kurzwaffenpatronen zulässig.
- Vorderschaft- oder Unterhebelrepetierbüchse, für die Munition gelten die gleichen Regeln wie bei den Revolvern.
- Quer- oder Repetierflinte bis Modelljahr 1897. Mindestkaliber 20, bei Repetierflinten 16.

Bei allen Waffen ist auch tiefgreifendes Tuning erlaubt, besonders beliebt sind der Einbau schwächerer Federn und ein „Short-Stroke“-System bei den Unterhebelrepetierern, das den Öffnungsweg des Unterhebels teilweise drastisch verkürzt.
Auch die restliche Ausrüstung muss nicht historisch korrekt sein, tief sitzende „Hollywood“-Holster sind erlaubt. Bei der Bekleidung sind mindestens ein Hut, Jeans, kariertes Hemd und Stiefel ohne Profil vorgeschrieben. Moderne Accessoires wie Armbanduhren, Handys oder kurzärmlige Hemden sind jedoch auch hier ausgeschlossen.
Aufgrund der Vielzahl an Teilnehmern wird diese Wertungsklasse üblicherweise in Altersklassen und Geschlechtern getrennt gewertet. Weiterhin gibt es eine Vielzahl an Unterklassen, die sich auf die zulässigen Anschlagsarten oder die Kleidung auswirken. Näheres hierzu erläutert das aktuelle Sporthandbuch.

#### Young Guns
Um auch jugendlichen Schützen die Teilnahme zu ermöglichen, gibt es zusätzlich die Wertungsklasse „Young Guns“. Diese ist für Teilnehmer im Alter von 14 bis 17 Jahren reserviert. Aufgrund des deutschen Waffengesetzes ist es Jugendlichen verboten, mit den oben genannten Kalibern zu schießen, sie müssen daher für Revolver und Büchse das Kaliber .22 lfB verwenden. Ansonsten entspricht diese Klasse der Wertungsklasse 1890.

### 97-11 (WildBunch)
Die Disziplin wurde in Deutschland als „97–11“ erfunden, wird aber mittlerweile auch von der SASS in internationalen Wettkämpfen ausgetragen. Dort trägt sie die Bezeichnung „Wild Bunch“, nach dem gleichnamigen Film. Die im Jahr 2006 beantragte Änderung der Sportordnung wurde im Sommer 2015 vom Bundesverwaltungsamt genehmigt, so dass diese Disziplin nun auch in Deutschland regulär ausgeschrieben werden kann. Bis dahin war sie lediglich als Nebenbewerb (Sidematch) zugelassen.
Der Name setzt sich zusammen aus der Zahl 97, welche für die Vorderschaftrepetierflinte Winchester Mod. 1897 steht, und 11 für die Selbstladepistole Colt M1911. Das sind auch die beiden Waffen, die im Reglement vorgeschrieben sind. Das Kaliber beträgt jeweils 12 bzw. .45 Auto. Weiterhin kann die „Main-Match-Rifle“, also die Repetierbüchse aus der Disziplin Westernschießen, als dritte Waffe vorgeschrieben werden. Da es in einigen europäischen Ländern ein Verbot für Vorderschaftrepetierflinten für Zivilisten gibt, werden die Unterhebelrepetierflinten Mod. 1887 bei den großen Wettkämpfen meist als Alternative zugelassen. Die Disziplin trennt sich in zwei Wertungsklassen:

#### Traditional
Es sind nur Pistolen vom Typ 1911 und 1911A1 oder deren Nachbauten mit starrer Visierung zugelassen. Die Pistole muss einhändig geschossen werden.

#### Modern
Die Pistole darf eine verstellbare Visierung besitzen und darf beidhändig geschossen werden.

#### 1900
In dieser Kategorie wird die ansonsten bei 97–11 übliche Pistole 1911 durch einen Double-Action-Revolver im Kaliber .38 Special ersetzt. Speedloader sind nicht erlaubt.

#### 1917
Hier kommt das Modell M1917 von Smith&Wesson oder Colt im Kaliber .45 Auto zum Einsatz. Nachgeladen wird mittels full moon clips, die bereits mit jeweils 6 Patronen bestückt sind.

## Aufbau der Stage

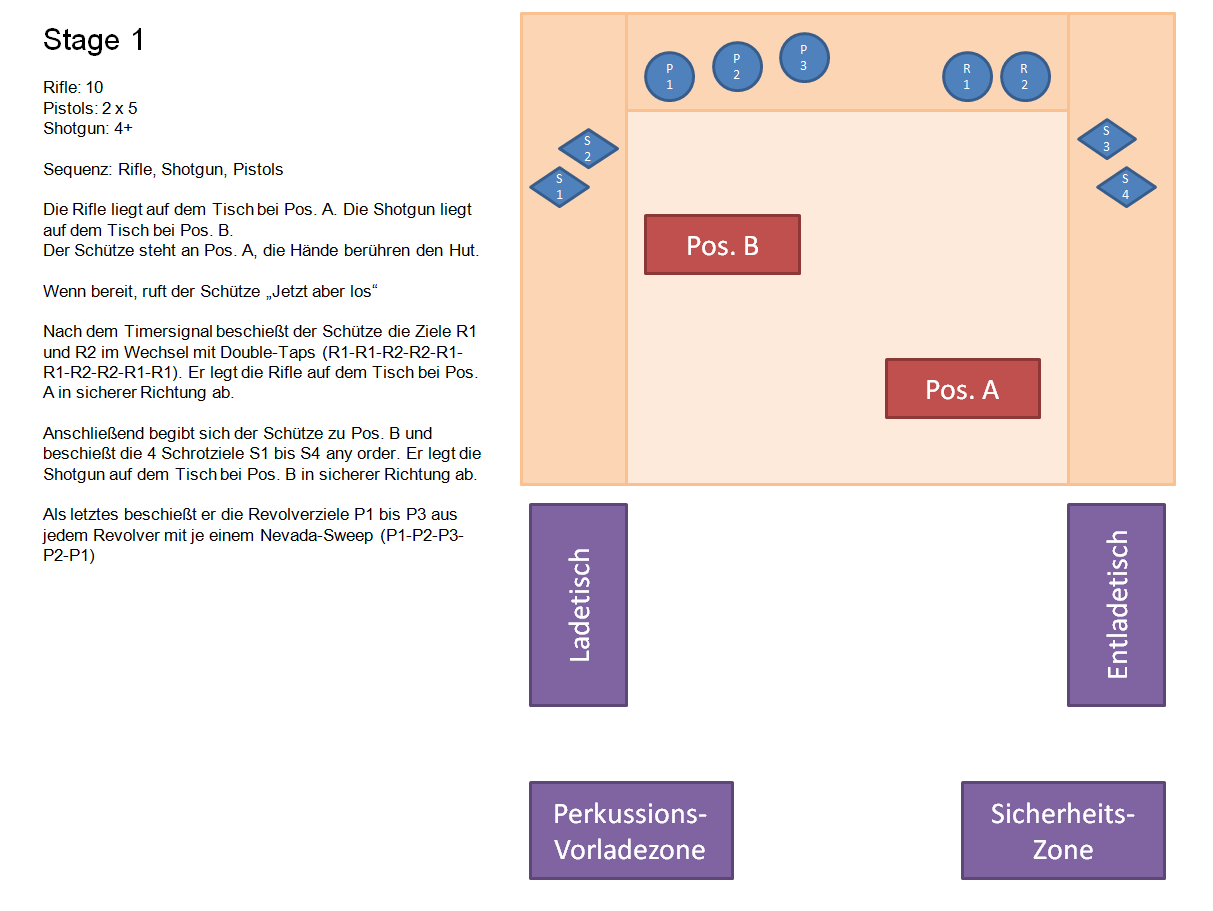
Beispielhafter Stageaufbau

Auf jeder Stage gibt es einen Parcours mit Zielen, Trennwänden, Hindernissen und Dekoration, in welcher der festgelegte Ablauf absolviert werden muss. Weiterhin gibt es zwingend einen Ladetisch, nur dort dürfen die Schützen ihre Waffen unmittelbar vor ihrem Durchgang unter Aufsicht laden. Nach dem Durchgang begeben sie sich zum Entladetisch, wo kontrolliert wird, ob ihre Waffen leer sind, bevor sie sich wieder frei bewegen können. Gibt es Teilnehmer der Wertungsklasse 1870, ist auch eine Vorladezone für Perkussionsrevolver einzurichten, wo die Revolvertrommeln mit Pulver und Geschoss bestückt werden, aber noch kein Zündhütchen aufgesetzt wird. Dies geschieht dann erst am Ladetisch. Auch eine Sicherheitszone, wo man Waffen reinigen und reparieren darf, ist vorgesehen, hier sind Munition und munitionsähnliche Gegenstände (Pufferpatronen etc.) streng verboten.

## Ablauf
Nach der Registrierung der Teilnehmer findet ein Briefing statt, das für alle Teilnehmer verbindlich ist. Hierbei weist der Veranstalter nochmals auf die dringende Einhaltung aller Sicherheitsregeln hin und nimmt die Einteilung der Schützen in Gruppen, sogenannte „Posses“, vor und stellt die jeweiligen Aufsichtspersonen (Posse Leader, PL) vor. Anschließend begeben sich die Posses mit ihren PLs auf die ihnen zugeteilte erste Stage. Nach Abschluss einer Stage wird nach einem vorher ausgemachten Schema durchgewechselt, bis alle Posses jeweils alle Stages geschossen haben.
Auf der Stage gibt es einige anfallende Aufgaben. Da immer nur ein Schütze schießen darf, werden diese Aufgaben in der Regel von den anderen Teilnehmern erfüllt, wobei man sich hier gerecht abwechseln sollte. Auf jeder Stage gibt es folgende Funktionen, die besetzt werden müssen:
- Timer-RO

Er übernimmt die Zeitmessung mit dem elektronischen Timer. Diese Aufgabe wird üblicherweise vom PL und dessen Stellvertreter im Wechsel übernommen. Die erste Pflicht des Timer-RO ist jedoch, den Schützen sicher durch die Stage zu begleiten. Hierzu darf er dem Schützen Hilfestellungen, Hinweise und Handlungsanweisungen geben. Sollte dabei der Ablauf durch den Timer-RO gestört oder unterbrochen werden, so kann er dem Schützen einen Re-Shoot, also eine Wiederholung der Stage, anbieten. Der Timer-RO hat seine Augen immer auf dem Schützen und dessen Waffen und sollte mitzählen können, ob eine Waffe leer geschossen wurde, bevor sie abgelegt oder geholstert wird. Er kontrolliert nicht die Ziele auf Treffer.
Der Begriff „Range Officer“ (RO) ist hier und in den folgenden Funktionen nicht zu verwechseln mit dem „Posse Leader“, der bis Mitte 2015 laut Sporthandbuch ebenfalls als „Range Officer“ bezeichnet wurde. Durch die Umbenennung der Aufsichtsperson wurde diese Verwechslungsgefahr beseitigt.
- Spotter

Dem Timer-RO stehen jederzeit drei Spotter zur Seite, welche die Ziele und den Ablauf der Stage beobachten. Sie teilen dem Timer-RO nach dem letzten Schuss die Anzahl der Fehlschüsse und eventuelle Ablauffehler mit. Der Timer-RO wird dadurch entlastet und kann sich auf den sicheren Ablauf konzentrieren.
- Lade-RO

Er überwacht am Ladetisch die Schützen, die sich auf den Durchgang vorbereiten und ihre Waffen laden. Er stellt sicher, dass alle Schützen ihre Waffen mit der vorgeschriebenen Anzahl Patronen geladen haben und sich keine Patrone in den Patronenlagern befindet. Er achtet auch darauf, dass sich kein Schütze vom Ladetisch entfernt und mit geladenen Waffen herumläuft.
- Entlade-RO

Nach dem Schießen begeben sich die Schützen zum Entladetisch. Dort kontrolliert der Entlade-RO, dass alle Waffen vollständig leer sind und sich keine Patronen oder leere Hülsen mehr darin befinden.
- Schreiber

Er notiert die gemessenen Zeiten, Fehlschüsse und eventuelle Strafzeiten für Regel- und Sicherheitsverstöße.
- Hülsen-Picker

Da beim dynamischen Schießen viele leere Hülsen anfallen, werden diese zwischen den Schützen immer wieder entfernt, um ein Ausrutschen zu vermeiden. Außerdem sind die meisten Western-Schützen Wiederlader und benötigen ihre leeren Hülsen wieder. Der Hülsen-Picker bringt sie daher zum Schützen an den Entladetisch.

## Wichtige Regeln

### Sicherheit
Sie wird beim Westernschießen groß geschrieben. Der Schütze bewegt sich mit mehreren geladenen Waffen frei, so dass hierbei keine Abstriche gemacht werden dürfen und Verstöße hart geahndet werden.

### Spirit of the Game
Die wichtigste Regel beim Westernschießen nach der Sicherheit, und Verstöße werden mit einer Zeitstrafe von 30 Sekunden belegt. Im Wiederholungsfalle kann ein Schütze auch disqualifiziert werden. So zählt beispielsweise das Übernehmen von Aufgaben während des Wettkampfes zu den Pflichten eines Teilnehmers, wer sich hiervor drückt, kann diese Strafe erhalten.